# Glenside (Pennsylvania)
Glenside ist ein Census-designated place im Montgomery County im US-Bundesstaat Pennsylvania. Er gehört zu den Townships Abington und Cheltenham. Das U.S. Census Bureau hat bei der Volkszählung 2020 eine Einwohnerzahl von 7.737 ermittelt.
In der Stadt befindet sich die Arcadia University, auf deren Campus sich die National Historic Landmark Grey Towers Castle befindet, und die presbyterianische theologische Hochschule Westminster Theological Seminary.

## Geographie
Der Bahnhof von Glenside wird von den Regionalbahnen der Southeastern Pennsylvania Transportation Authority (SEPTA) bedient. Er ist Zwischenhalt für die Linie R2 nach Warminster, der Linie R5 nach Doylestown sowie östlicher Endpunkt der Linie R1 zum Philadelphia International Airport.
Nach den Angaben des United States Census Bureau beträgt die Fläche von Glenside 1,3 Quadratmeilen (3,3 km²), die vollständig auf Land entfallen.

## Demografische Daten
Zum Zeitpunkt des United States Census 2000 bewohnten Glenside 7914 Personen. Die Bevölkerungsdichte betrug 2406 Personen pro km². Es gab 3181 Wohneinheiten, durchschnittlich 967,1 pro km². Die Bevölkerung von Glenside bestand zu 88,97 % aus Weißen, 6,66 % Schwarzen oder African American, 0,10 % Native American, 3,02 % Asian, 0,03 % Pacific Islander, 0,27 % gaben an, anderen Rassen anzugehören und 0,96 % nannten zwei oder mehr Rassen. 1,44 % der Bevölkerung erklärten, Hispanos oder Latinos jeglicher Rasse zu sein.
Die Bewohner Glensides verteilten sich auf 3103 Haushalte, von denen in 31,3 % Kinder unter 18 Jahren lebten. 52,7 % der Haushalte stellen Verheiratete, 9,2 % hatten einen weiblichen Haushaltsvorstand ohne Ehemann und 35,1 % bildeten keine Familien. 28,8 % der Haushalte bestanden aus Einzelpersonen und in 9,7 % aller Haushalte lebte jemand im Alter von 65 Jahren oder mehr alleine. Die durchschnittliche Haushaltsgröße betrug 2,54 und die durchschnittliche Familiengröße 3,21 Personen.
Die CDP-Bevölkerung verteilte sich auf 25,0 % Minderjährige, 8,0 % 18–24-Jährige, 30,8 % 25–44-Jährige, 22,3 % 45–64-Jährige und 13,8 % im Alter von 65 Jahren oder mehr. Das Durchschnittsalter betrug 36 Jahre. Auf jeweils 100 Frauen entfielen 91,3 Männer. Bei den über 18-Jährigen entfielen auf 100 Frauen 87,3 Männer.
Das mittlere Haushaltseinkommen in Glenside betrug 58.868 US-Dollar und das mittlere Familieneinkommen erreichte die Höhe von 74.025 US-Dollar. Das Durchschnittseinkommen der Männer betrug 48.378 US-Dollar, gegenüber 35.629 US-Dollar bei den Frauen. Das Pro-Kopf-Einkommen in Glenside war 26.393 US-Dollar. 3,4 % der Bevölkerung und 1,6 % der Familien hatten ein Einkommen unterhalb der Armutsgrenze, davon waren 2,4 % der Minderjährigen und 3,6 % der Altersgruppe 65 Jahre und mehr betroffen.

## Bildung
In Glenside ist die presbyterianische und reformierte theologische Hochschule Westminster Theological Seminary beheimatet, die 1929 vom Neutestamentler John Gresham Machen (1881–1937) gegründet wurde. Ihren Namen trägt sie wegen des evangelischen Bekenntnisses von Westminster, da der Gründer vom theologischen Liberalismus abkehren und zu ursprünglich reformatorischen Glaubensinhalten zurückkehren wollte. Sie hat bedeutende Professoren wie Cornelius Van Til (1895–1987) beschäftigt und Lehrer, Pfarrer und Seelsorger wie Jay E. Adams (1929–2020), Timothy Keller (1950–2023), Harold John Ockenga (1905–1985) und Francis Schaeffer (1912–1984) hervorgebracht. 2011 waren 619 Studierende an dieser theologischen Hochschule eingeschrieben.

## Persönlichkeiten
- Madeleine Dean (* 1959), Politikerin